# Ducati Club Nederland
Ducati Club Nederland (DCN) is een Nederlandse motorclub met de focus op Ducati motoren.
Opgericht op 24 november 1978 met 90 leden is het gegroeid tot ruim 3600 leden in 2017. DCN is de grootste officiële Ducati Desmo Owners Club (D.O.C.) van de wereld.
Er worden verschillende evenementen georganiseerd door de club waarbij de Ducati Club Race de grootste is. Op 26 oktober 1979 vond de eerste Ducati Club Race met 10 deelnemers plaats op het circuit van Zolder. In 2017 waren er meer dan 400 deelnemers op het TT Circuit Assen in 16 verschillende klassen.

## Voetnoten
1. ↑  Nieuwsbericht AsserCourant over Ducati Club Race 2017. Gearchiveerd op 11 oktober 2018.